# 파랄리티탄

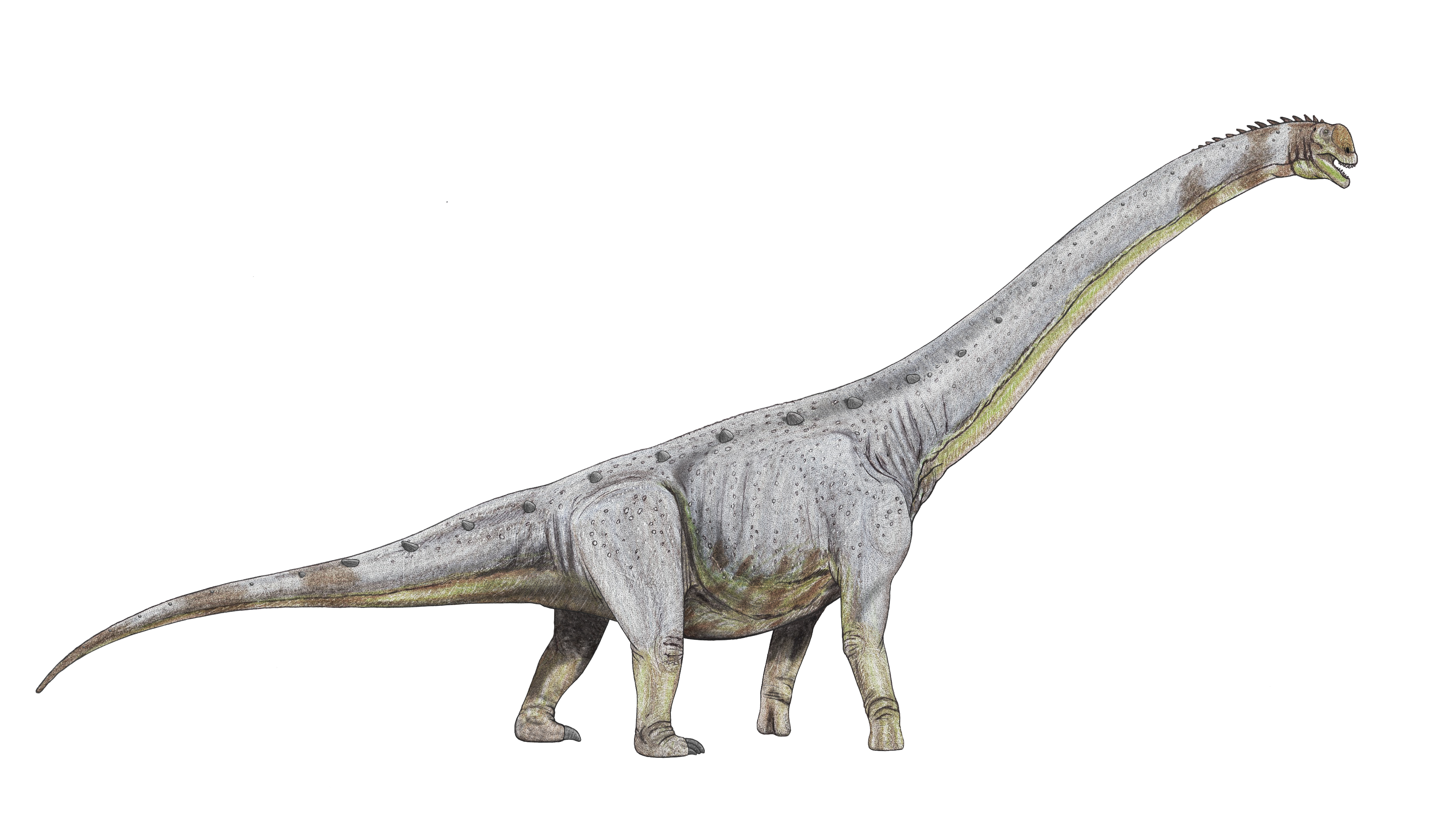

파랄리티탄(Paralititan)는 중생대 백악기 후기(약 1억 1,000만년 전~9,500만년 전), 오늘날 아프리카 대륙에 서식했던 초식공룡이다. '용반류'-'티탄노사우루스과'에 속한다. 학명은 '물가의 거인'이라는 의미를 가지고 있다. 전체 몸 길이는 약 27m, 체중은 30t 정도 되었을 것으로 추정된다. 화석은 이집트, 모로코 등에서 발견되었다.